# Gornji Krupac
Gornji Krupac (en serbe cyrillique : Горњи Крупац) est un village de Serbie situé dans la municipalité d'Aleksinac, district de Nišava. Au recensement de 2011, il comptait 387 habitants.

## Démographie
| 1948  | 1953  | 1961  | 1971 | 1981 | 1991 | 2002 | 2011 |
| ----- | ----- | ----- | ---- | ---- | ---- | ---- | ---- |
| 1 048 | 1 087 | 1 050 | 965  | 790  | 617  | 510  | 387  |

|  |